# Juan Ordóñez de la Barrera
Juan Ordóñez de la Barrera (Sevilla, ¿s. XVII? – ¿Sevilla?, c. 1697), fou un metge militar i prevere. Va ser metge de la reina consort Maria Anna d'Àustria i del seu fill Carles II.
En 1697, Ordoñez de la Barrera va començar a reunir-se a Sevilla amb altres metges en la que van anomenar «Veneranda Tertulia Hispaliense médica-química, anatómica y matemática». Es reunien a casa d'un d'ells —Juan Muñoz y Peralta— i a més d'Ordóñez de la Barrera, hi participaven Salvador Leonardo de Flores, Miguel Melero Ximénez i Gabriel Delgado. El 1700, en ser aprovada oficialment la tertúlia mitjançant una cèdula reial, van anomenar-la Regia Sociedad Filosófica y Médica de Sevilla. Junt amb els membres de la tertúlia, figuren, com a socis fundadors de la Regia Sociedad, altres tres metges: Juan de Cabriada, Diego Mateo i Marcelino Boix y Moliner. Més endavant la Regia Sociedad canviaria el seu nom inicial pel de Regia Sociedad de Medicina y demás Ciencias de Sevilla.
A la Regia Sociedad, Ordóñez de la Barrera va treballar per conduir-la al seu fi, que era l'harmonització de les doctrines galèniques o hipocràtiques amb les espagíriques o químiques, de què tant s'horroritzaven els metges galenistes des de les universitats. Aquest fi es va proposar a la seva obra Acasos de D. Ulisses d'Androbando (1699), obra apareguda anònima, en què Ordóñez de la Barrera es mostra decidit enemic de les qualitats ocultes, assegurant que l'explicació de les coses es troba a l'atent estudi de la seva naturalesa. Així, per exemple, en tractar del camaleó nega que es mantingués de l'aire, com ho va comprovar, fent les seves disseccions i descobrint al seu estómac mosques i altres insectes. També és enginyosa l'explicació que dona de les variacions de color d aquest animal. Diu que té infinitat d'escates diàfanes unides a la segona membrana del cos, perceptibles per només el microscopi; que l'animal movent-les en direcció circular, espiral, diagonal, corba i d'altres figures, les fa vibrar de tantes maneres que, quan es veu emprès d'algun enemic, del qual no es pot lliurar, després d'haver-lo enlluernat, per la diferència de colors, pren el color de terra fosca, valent-se d'aquest mitjà per alliberar-se'n.
A una refutació de Pedro Ossorio de Castro, titulada Vindicta de la verdad a examen de la razón, va contestar Ordóñez de la Barrera amb la seva Clava de Alcides con que se aniquila la Vindicta de la Verdad.... (Cordoba, 1700), en què es fa una apologia de la doctrines químiques. El fet de demostrar les lluites que en pro d'aquestes va haver de mantenir la Regia Sociedad, i els triomfs que ja en els primers anys va aconseguir, és l'objecte de la seva obra Progresos de la Regia Academia Sevillana, y enchyridion de advertencias, en que se manifiesta el estado que tenian todas las Ciencias y Artes liberales en sus infancias, y lo adelantadas que estàn oy por la industria, y trabajos de los Modernos,